# Matteuccite
La matteuccite è un minerale.